# Landtagswahl in Vorarlberg 1999
- SPÖ: 5
- GRÜNE: 2
- ÖVP: 18
- FPÖ: 11

Die Landtagswahl in Vorarlberg am 19. September 1999 war die 12. Wahl des Vorarlberger Landtags seit 1945. Wie bereits bei den vorangegangenen Landtagswahlen gewann die Österreichische Volkspartei mit ihrem neuen Spitzenkandidaten Landeshauptmann Herbert Sausgruber die Wahl, verlor dabei jedoch erstmals seit 1945 nicht nur die absolute Stimmen-, sondern auch die absolute Mandatsmehrheit (18 + 1 Mandate). Für Sausgruber war es die erste Wahl als Spitzenkandidat der ÖVP, nachdem er 1997 das Amt des Landeshauptmanns von Martin Purtscher übernommen hatte. Im Anschluss an die Wahl bildete die ÖVP mit der erstarkten FPÖ erneut eine Regierungskoalition in der Landesregierung Sausgruber II, wobei die Freiheitlichen erstmals in der Geschichte das Amt des Landesstatthalters mit einem der ihren – dem späteren Vizekanzler Hubert Gorbach – besetzen konnten.
Während die FPÖ mehr als 8 Prozentpunkte mehr als bei der letzten Landtagswahl erreichen konnte, büßten die beiden Großparteien ÖVP und SPÖ jeweils zwischen 3 und 4 Prozent ein. Bei der Wahl waren 226.113 Personen wahlberechtigt, die Wahlbeteiligung lag bei 87,81 % (198.540 abgegebene Stimmen, davon 191.300 gültig).

## Wahlergebnis
| Amtliches Endergebnis | Amtliches Endergebnis | Amtliches Endergebnis | Amtliches Endergebnis | Amtliches Endergebnis | Amtliches Endergebnis |
| Partei1               | Stimmen               | Prozent               | +/-                   | Mandate               | +/-                   |
| --------------------- | --------------------- | --------------------- | --------------------- | --------------------- | --------------------- |
| ÖVP                   | 87.542                | 45,76 %               | - 4,19 %              | 18                    | - 2                   |
| FPÖ                   | 52.444                | 27,41 %               | + 9,02 %              | 11                    | + 4                   |
| SPÖ                   | 24.844                | 12,99 %               | - 3,25 %              | 5                     | - 1                   |
| Grüne                 | 11.541                | 6,03 %                | - 1,73 %              | 2                     | - 1                   |
| LIF                   | 6.424                 | 3,36 %                | - 0,13 %              | 0                     | 0                     |
| VAU2                  | 4.363                 | 2,28 %                | -                     | 0                     | -                     |
| Frizz3                | 2.328                 | 1,2 %                 | + 0,30 %              | 0                     | 0                     |
| NEU4                  | 1.679                 | 0,88 %                | -                     | 0                     | -                     |
| Leuprecht5            | 135                   | 0,07 %                | -                     | 0                     | -                     |
| Gesamt                | 191.300               | 100,00 %              |                       | 36                    |                       |

1 Parteienbezeichnungen als Abkürzungen laut offiziellem Wahlvorschlag

2 Liste Vau-Heute

3 Liste Georg Fritz

4 Partei Neutrales Österreich

5 Liste Elmar Leuprecht (Kandidatur nur im Wahlbezirk Dornbirn)